# Мэннерс, Дэвид
Дэвид Джозеф Мэннерс (англ. David Manners; урождённый Рауфф де Ритер Дуан Аклом (англ. Rauff de Ryther Duan Acklom); 30 апреля 1900 года, Галифакс, Новая Шотландия, Канада — 23 декабря 1998 года, Санта-Барбара, Калифорния, США) — американский актёр канадского происхождения, известный своей ролью Джонатана Харкера в классическом фильме ужасов 1931 года «Дракула» режиссёра Тода Браунинга, где главную роль исполнил Бела Лугоши. В следующем году Мэннерс сыграл археолога Фрэнка Уэмпла в фильме «Мумия» (1932), ещё одном фильме-триллере студии Universal Pictures, выпущенном до введения кодекса Хейса.

## Ранняя жизнь
Дэвид Джозеф Мэннерс (урожденный Рауфф де Ритер Дуан Аклом) родился 30 апреля 1900 года в Канаде на Тауэр-роуд, 108, в Галифаксе, Новая Шотландия. Он был младшим ребёнком и единственным сыном британцев, писателя Джорджа Мореби Аклома и Лилиан (или Лиллиан) Мэннерс, а также племянником Сесила Ритара Аклома, старшего офицера Королевского военно-морского флота Великобритании. У него была старшая сестра Доротея Сесиль Аклом (позже миссис Холл; 1898—1972). Его отец в то время был директором престижной частной школы-интерната для мальчиков Harrow House School в Галифаксе. В 1907 году Рауфф, его мать и старшая сестра покинули Канаду и эмигрировали в США, чтобы присоединиться к отцу, который эмигрировал годом ранее и получил работу литературного консультанта в издательской компании E.P. Dutton в Нью-Йорке. К 1910 году вся семья Аклом жила по адресу Хиллсайд-авеню, 108, в Маунт-Вернон, северном пригороде Нью-Йорка.
В январе 1920 года семья Аклом вновь переехала, на этот раз на Западную 123-ю улицу в Манхэттене. Там 19-летний Мэннерс (по-прежнему Рауфф) продолжал жить с родителями. Он работал помощником издателя и, казалось, был предназначен повторить профессиональный путь своего отца, став редактором и издателем. Вскоре, возможно, стремясь выбрать иной профессиональный путь, Мэннерс прекратил работу помощником издателя и вернулся в Канаду, чтобы изучать лесное хозяйство в Университете Торонто. Учёба показалась ему скучной, но в университете он увлекся театральной деятельностью. После прохождения курса драматического искусства он дебютировал в качестве актёра в 1924 году в Театре Харт-Хаус при университете, исполнив роль Ипполита в трагедии Еврипида «Ипполит».
Несмотря на возражения отца, Мэннерс продолжил карьеру в сфере развлечений после возвращения в США. Вскоре он начал выступать в театрах Чикаго, на Бродвее и в других местах, присоединившись к гастрольной компании Бэзила Сидни, а затем к Репертуарной труппе Евы Ле Гальенн в Нью-Йорке. В этот период, до переезда в Голливуд в начале эры звукового кино, он получил дополнительное обучение у Ле Гальенн, хотя она и отметила, что он был «очень плохим актёром» после просмотра одной из его постановок. В этот же период Мэннерс также играл на сцене Нью-Йорка с Хелен Хейс, с которой он был занят в пьесе Эдгара Селвина и Эдмунда Гулдинга «Танцующие матери» в театре Бут.

## Карьера в Голливуде
После переезда в Калифорнию около 1927 года Мэннерс случайно был «открыт» кинорежиссёром Джеймсом Уэйлом на голливудской вечеринке. В течение нескольких лет он стал популярным актёром, играя главные роли с такими актрисами, как Кэтрин Хепбёрн, Барбара Стэнвик, Глория Стюарт, Мирна Лой, Лоретта Янг и Энн Дворак. Он также несколько раз снимался с Хелен Чэндлер. После исполнения роли без указания в титрах в фильме «Небесный ястреб» (1929), в следующем году он снялся в фильме «Конец пути». Рецензенты, такие как The New York Times и Variety, высоко оценили работу начинающего актёра. Его последующие работы также получили положительные отзывы в The New York Times и от других влиятельных кинокритиков.

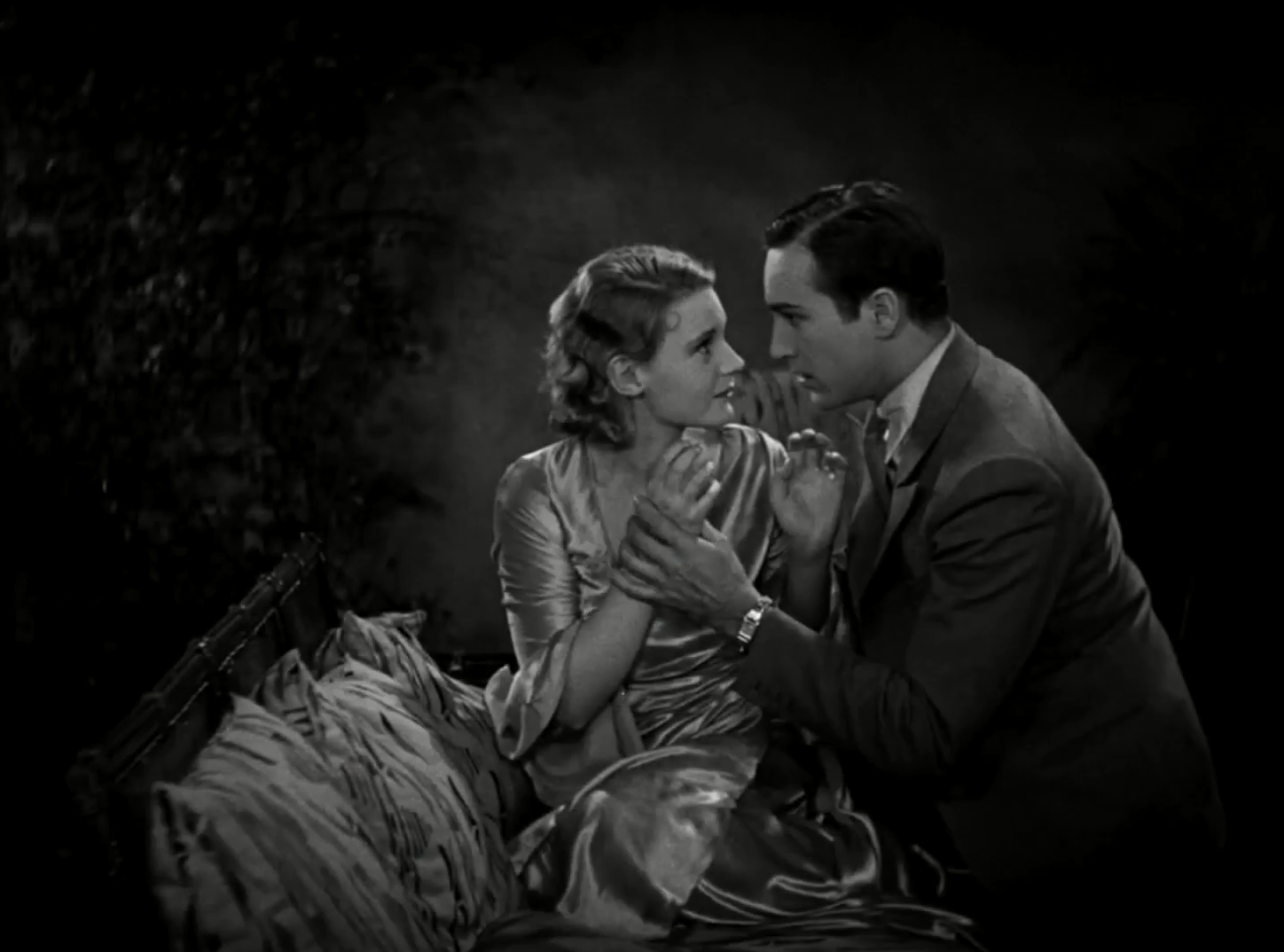
Дэвид Мэннерс в роли Джонатана Харкера, «Дракула», 1931 год

В конце 1930 года Маннерс исполнил свою самую запоминающуюся роль — Джонатана Харкера, в паре с Бела Лугоши, в классическом фильме ужасов студии Universal «Дракула» (1931). До конца своей жизни он продолжал получать письма от поклонников фильма, хотя утверждал, что никогда не видел его полностью завершённую версию. В своём десятом фильме он снялся вместе с Барбарой Стэнвик в картине Фрэнка Капры «Чудесная девушка» (1931), которая получила признание критиков, но не имела коммерческого успеха. The New York Times вновь высоко оценила игру Мэннерса, отметив, что он «превосходно справился с этой трогательной ролью», изображая слепого ветерана войны.

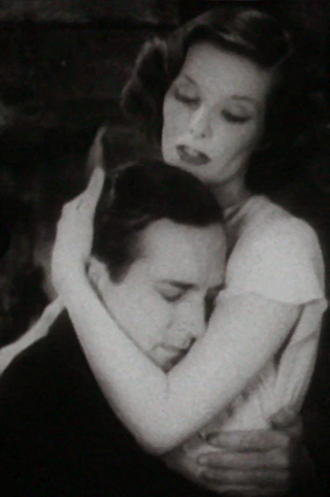
Дэвид Мэннерс с Кэтрин Хёпбёрн, «Билль о разводе», 1932 год

За время своей непродолжительной работы в Warner Bros., которые часто отдавали его в аренду другим студиям, Мэннерс прошёл путь от актёра второго плана до настоящей кинозвезды после роли в фильме «Эстрадный певец» 1932 года. Вскоре после выхода этого фильма он начал работать на фрилансе, что оказалось весьма успешным. Одним из последних фильмов, которые он снял до окончания контракта с Warner Bros., был фильм RKO «Билль о разводе» с Джоном Берримором, Кэтрин Хёпбёрн и Билли Берк в главных ролях.
После успеха фильма «Дракула» Мэннерс несколько лет работал в амплуа романтического героя-любовника, часто появляясь в смокинге в романтических комедиях и лёгких драмах. Среди его заметных работ — «Последний полёт» (1931), прославляющий «потерянное поколение» и богемную жизнь в Париже, и «Мумия» (1932) Карла Фройнда с Борисом Карлоффом в главной роли. Однако к 1936 году он разочаровался в Голливуде и завершил свою карьеру в кино. По его собственным словам, он так и не смог адаптироваться к Голливуду, который считал «фальшивым местом». Хотя Мэннерс был одним из первых актёров, вступивших в новообразованную Гильдию киноактёров в 1933 году, он вернулся в Нью-Йорк, но через три года снова переехал в Калифорнию. Несмотря на все успехи, Мэннерс всё больше разочаровывался в своих ролях в Голливуде и в киноиндустрии в целом. После работы над тремя фильмами 1936 года — «Сердца в плену», «Женщина восстаёт» и «Счастливые беглецы» — он покинул студии и завершил карьеру в кино. Однако он продолжал регулярно выступать на сцене в течение ещё 17 лет, участвуя в различных постановках на гастролях, в летних театрах и на Бродвее, включая неудачную пьесу 1946 года «Скрытый горизонт». В 1953 году Мэннерс окончательно завершил актёрскую карьеру.

## Личная жизнь и смерть
Мэннерс был женат один раз. 23 мая 1929 года в Нью-Йорке он женился на Сюзанн Бушнелл, уроженке Спрингфилда, штат Огайо. Год спустя, согласно переписи населения США 1930 года, они вместе с 23-летней женой и 22-летним филиппинцем Антонио Думлесом, который был указан как их прислуга, проживали в Лос-Анджелесе в арендованном жилье стоимостью 175 долларов в месяц. Брак Дэвида и Сюзанн оказался кратковременным; они развелись в 1932 году.
В 1940 году он официально изменил своё имя на Дэвид Джозеф Мэннерс (Мэннерс — девичья фамилия его матери). Это изменение подтверждено данными переписи населения США 1940 года. В той же переписи указано, что он подал заявление на получение гражданства США. Также указано, что Мэннерс был автором и актёром, проживал в Викторвилле, Калифорния, в собственном доме на ранчо, который приобрёл несколькими годами ранее.
В 1941 году он опубликовал свой первый роман «Удобное время года». Второй его роман, «Под бегущим смехом», вышел в 1943 году. Оба произведения были изданы под псевдонимом Дэвид Дж. Мэннерс издательством E.P. Dutton.
Мэннерс был геем. В 1948 году он познакомился с драматургом Фредериком Уильямом Мерсером, и они прожили вместе 30 лет до смерти Мерсера в 1978 году. Сначала они жили вместе на ранчо Мэннерса, но в 1956 году уехали из Викторвилля и поселились в другом месте в Пасифик-Палисейдс.
После ухода из актёрской профессии Мэннерс провёл оставшиеся десятилетия своей жизни, занимаясь тем, что ему нравилось, в том числе рисованием, писательством и изучением философии. Его размышления о философии были представлены в книге «Взгляд изнутри: свидетельство самопознания», опубликованной в 1971 году издательством El Cariso Publications.
В 1998 году, через 20 лет после смерти Уильяма Мерсера, Дэвид Мэннерс скончался в возрасте 98 лет в медицинском центре для пожилых людей в Санта-Барбаре, штат Калифорния. Его тело было кремировано, а прах перевезён в округ Сан-Бернардино и развеян на ранчо Юкка Лома в долине Виктор.

## Фильмография
| Год  | Название                    | Роль                         | Примечания                        |
| ---- | --------------------------- | ---------------------------- | --------------------------------- |
| 1929 | Небесный ястреб             | Пилот                        | Дебютная роль, в титрах не указан |
| 1930 | Конец пути                  | Второй лейтенант Роли        |                                   |
| 1930 | Он знал женщин              | Остин Лоу                    |                                   |
| 1930 | Сладкая мама                | Джимми                       |                                   |
| 1930 | Кисмет                      | Халиф Абдаллах               |                                   |
| 1930 | Правда о молодости          | Ричард Дейн «Бес»            |                                   |
| 1930 | Материнский плач            | Артур «Арти» Уильямс         |                                   |
| 1930 | Право любить                | Джо Коупленд                 |                                   |
| 1931 | Дракула                     | Джонатан Харкер              |                                   |
| 1931 | Миллионер                   | Билл Меррик                  |                                   |
| 1931 | Чудесная девушка            | Джон Карсон                  |                                   |
| 1931 | Последний полёт             | Шеп Ламберт                  |                                   |
| 1931 | Ведущий голос               | Дик Чейни                    |                                   |
| 1932 | У греков есть слово для них | Дей Эмери                    |                                   |
| 1932 | Леди с прошлым              | Донни Уэйнрайт               |                                   |
| 1932 | Красавица и босс            | Барон Пауль фон Ульрих       |                                   |
| 1932 | Разыскивается мужчина       | Томас Шерман                 |                                   |
| 1932 | Незнакомец в городе         | Джерри Флеминг               |                                   |
| 1932 | Эстрадный певец             | Тед «Тедди» Тейлор           |                                   |
| 1932 | Билль о разводе             | Кит                          |                                   |
| 1932 | Они называют это грехом     | Джимми Декер                 |                                   |
| 1932 | Поцелуй смерти              | Франклин Дрю                 |                                   |
| 1932 | Мумия                       | Фрэнк Уэмпл                  |                                   |
| 1933 | Из ада в рай                | Уэсли Бёрт                   |                                   |
| 1933 | Муж воительницы             | Тесей                        |                                   |
| 1933 | Девушка в 419               | Доктор Мартин Николс         |                                   |
| 1933 | Влюблённый дьявол           | Капитан Джин Фабьен          |                                   |
| 1933 | Сентиментальная певица      | Майкл Гарднер                |                                   |
| 1933 | Скандал в Риме              | Йозефус                      |                                   |
| 1934 | Удача моряка                | Капитан Колин                |                                   |
| 1934 | Чёрный кот                  | Питер Элисон                 |                                   |
| 1934 | Великий флирт               | Ларри Кеньон                 |                                   |
| 1934 | Лунный камень               | Франклин Блейк               |                                   |
| 1935 | Тайна Эдвина Друда          | Эдвин Друд                   |                                   |
| 1935 | Идеальная улика             | Дэвид Мэннеринг              |                                   |
| 1935 | Джална                      | Иден Уайтоук                 |                                   |
| 1936 | Сердца в плену              | Рэймонд Джордан              |                                   |
| 1936 | Женщина восстаёт            | Лейтенант Алан Крейг Фриленд |                                   |
| 1936 | Счастливые беглецы          | Джек Уайкофф / Сай Кинг      | Последний фильм                   |